# Герберт, Сидней, 14-й граф Пембрук
Сидни Герберт, 14-й граф Пембрук, 11-й граф Монтгомери (англ. Sidney Herbert, 14th Earl of Pembroke, 11th Earl of Montgomery; 20 февраля 1853 — 30 марта 1913) — британский политик и пэр. В 1861—1895 годах он был известен как Достопочтенный Сидни Герберт.

## Биография

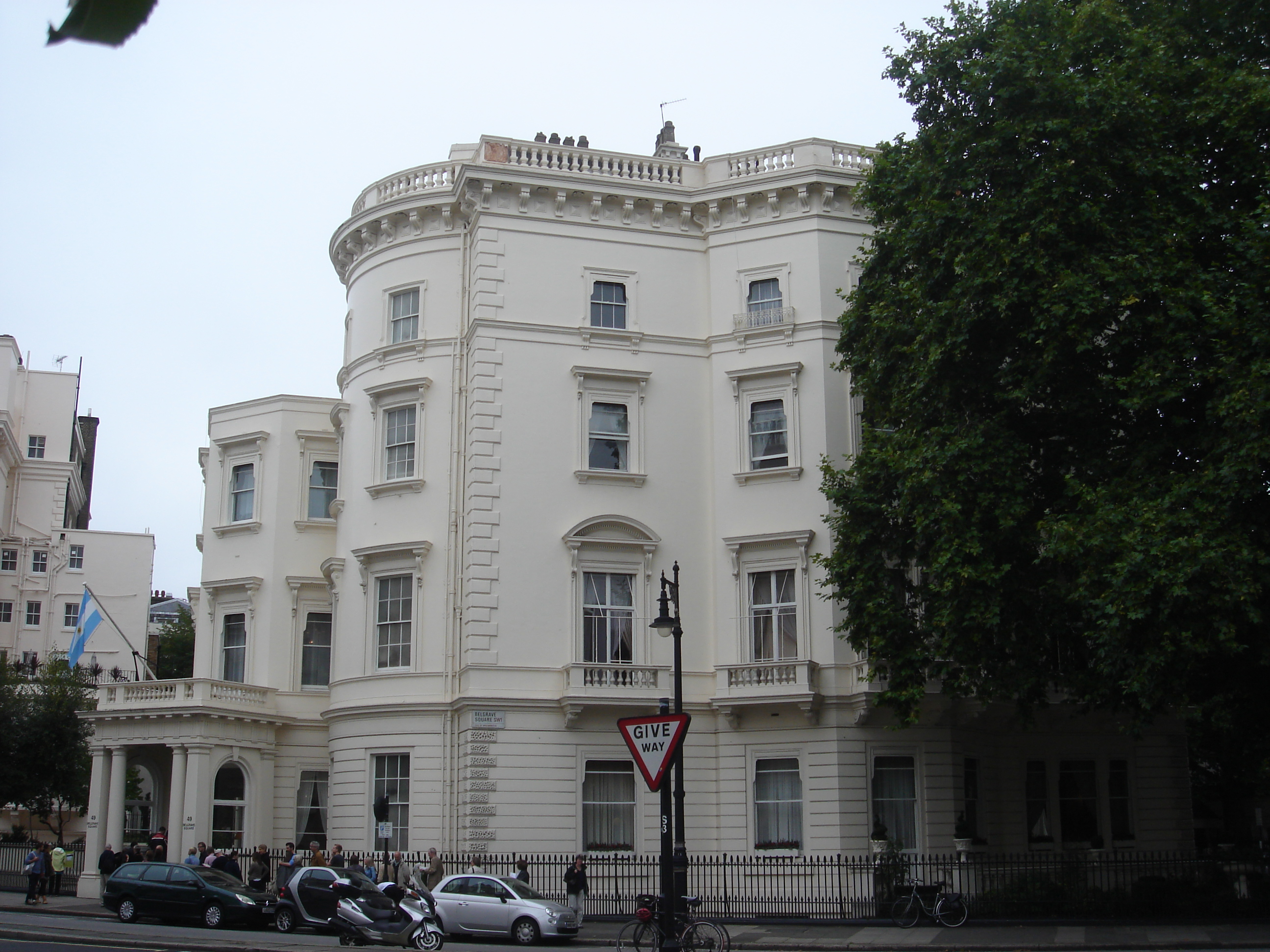
Место рождения Сидни Герберта, Белгрейв-сквер, 49.

Родился 20 февраля 1853 года на Белгрейв-сквер, 49 в Лондоне. Второй сын политика Сидни Герберта, 1-го барона Герберта из Ли (1810—1861), и Мэри Элизабет Эш (1822—1911), дочери генерал-лейтенанта Чарльза Эша из Корта. Внук Джорджа Огастеса Герберта, 11-го графа Пембрука (1759—1827), и его второй жены графини Екатерины Воронцовой (1783—1856). Братья — Джордж Герберт, 13-й граф Пембрук (1850—1895), и сэр Майкл Генри Герберт (1857—1903).
Сидни Герберт получил образование в Итонском колледже и в колледже Крайст-Черч в Оксфордском университете.

## Политическая карьера
Сидни Герберт был избран членом Палаты общин Великобритании от Уилтона в Уилтшире в 1877 году, но потерял свое место на парламентских выборах 1885 года. Это было своего рода шоком, учитывая, что резиденция графов Пембрук находилась в Уилтон-хаусе, а его семья доминировала в политике Уилтшира. Герберт был затем выбран Палату общин в начале 1886 года от Кройдона, чтобы заменить Уильяма Грэнтэма, который только что был назначен судьей. С 1886 по 1892 год Сидни Герберт занимал должность лорда казначейства в правительстве лорда Солсбери.
3 мая 1895 года после смерти своего бездетного старшего брата, Джорджа Герберта, 13-го графа Пембрука, Сидни Герберт унаследовал титулы графа Пембрука и Монтгомери. Он продолжил свою политическую карьеру в Палате лордов в качестве лорда-стюарда двора при премьер-министрах лорде Солсбери и Артуре Бальфуре в 1895—1905 годах. В 1895 года стал членом Тайного совета Великобритании.
Лорд Пембрук стал президентом Крикетного клуба Мэрилебон на один год в 1896 году.

## Семья
29 августа 1877 года лорд Пембрук женился на леди Беатрикс Луизе Лэмбтон (1859 — 12 марта 1944), дочери Джорджа Лэмбтона, 2-го графа Дарема (1828—1879). У них было два сына и две дочери.
- Леди Беатрикс Фрэнсис Гертруда Герберт (1878 — 3 декабря 1957), 1-й муж с 1903 года майор сэр Невил Родвелл Уилкинсон (1869—1940); 2-й муж с 1942 года Ральф Фрэнсис Форвард-Говард, 7-го графа Уиклоу (1877—1946). Она умерла бездетной.
- Реджинальд Герберт, 15-й граф Пембрук (8 сентября 1880 — 13 января 1960), в 1904 году женился на леди Беатрис Элеоноре Пэджет (1883—1973). Она была внучкой по отцовской и материнской линии Генри Пэджета, 2-го маркиза Англси, и Веллингтона Стэплтон-Коттона, 2-го виконта Комбермир. У них было четверо детей.
- Леди Мюриэл Кэтрин Герберт (1883 — 13 февраля 1951), в 1920 году вышла замуж за доктора Артура Джона Джекс-Блейка (1873—1957). У них родилась дочь.
- Достопочтенный сэр Джордж Сидни Герберт (8 октября 1886 — 30 января 1942) получил титул баронета в 1937 году. Он никогда не был женат.

Пембрук умер в Риме (Италия), в марте 1913 года в возрасте 60 лет, и ему наследовал графский титул его старший сын Реджинальд. Шурин лорда Пембрука Хьюберт Пэрри сочинил и представил премьеру Элегии для органного соло в память о похоронах, которые состоялись 7 апреля 1913 года. Беатрикс, графиня Пембрук, умерла в марте 1944 года.

## Награды
- Соединённое Королевство: Кавалер Большого креста Королевского Викторианского ордена, 25 мая 1896 года[9]
- Австро-Венгрия: Большой крест Императорского ордена Леопольда, 1903 год[10].

## Титулы
- 14-й граф Пембрук (с 3 мая 1895 года)
- 11-й граф Монтгомери (с 3 мая 1895)
- 14-й барон Герберт из Кардиффа, Гламорган (с 3 мая 1895)
- 11-й барон Герберт тз Шерленда, Кент (с 3 мая 1895)
- 3-й барон Герберт из Ли, Уилтшир (с 3 мая 1895 года).